# 環遊世界八十天
《環遊世界八十天》（法語：Le tour du monde en quatre-vingts jours）是由法國作家儒勒·凡爾納所寫的古典冒險小說，於1873年出版。
注意：每間出版社的故事版本可能有不同之處

## 故事概要
英國一位名叫菲利斯·福格的紳士，這位紳士非常富有，同時福格在俱樂部內以兩萬英鎊打賭80天能夠環遊世界，他與僕人萬事通踏上環遊世界之路。
旅程開始於1872年10月2日的，他們首先花七天從倫敦到蘇伊士，在蘇伊士遇上來自英國的警探菲克斯，菲克斯認為福格與倫敦一宗銀行劫案有關於是緊隨福格主僕又試圖阻撓他們的行程。後來他們又花十三天來到孟买額外花三天到加尔各达。十三天後終於到達香港，菲克斯見拘捕令還沒來到於是誘惑萬事通到煙館抽鴉片，令萬事通未能通知主人船隻提早開船，福克只好重金請人先送他們到上海才輾轉到橫濱，共花他們六天的時間。
在日本福格重遇失蹤的萬事通便繼續上路，利用22天到旧金山；他們在旧金山轉乘鐵路到纽约，途中他們遇上印第安人劫了火車共花七天才到達纽约。到纽约后发现從紐約到英國的船已經開船，他們毅然搭上一艘開往法國波爾多的船，并刧船強迫船主將船駛向利物浦。終於橫渡大西洋回到英国本土時卻被费克斯逮個正着，兩人入狱被扣押一晚才證實福克的無罪。福克連忙坐車回去倫敦卻發覺已經超過限定的時間。後來萬事通發現他們提早一天回到倫敦，因為旅程一直向東跨過國際換日線令他們變相多一天的時間。福克最終贏到兩萬英鎊並與奥妲結婚。
| 英国伦敦至埃及苏伊士                                                                   | 铁路和轮船穿越地中海       | 07 天 |
| 苏伊士至印度孟买                                                                       | 轮船穿越红海驶至印度洋     | 13 天 |
| 孟买至印度加尔各答                                                                     | 铁路                       | 03 天 |
| 加尔各答至香港维多利亚城                                                               | 轮船穿越南海               | 13 天 |
| 香港至日本横滨                                                                         | 轮船穿越南海、东海和太平洋 | 06 天 |
| 横滨至美国旧金山                                                                       | 轮船穿越太平洋             | 22 天 |
| 旧金山至美国纽约                                                                       | 铁路                       | 07 天 |
| 纽约至伦敦                                                                             | 轮船穿越大西洋和铁路       | 09 天 |
| 合计                                                                                   | 合计                       | 80 天 |
| 旅行地图 - 蓝线：船 - 黑线：鐵路 - 黄线：雪橇（旧金山至纽约）和 大象（孟买至加尔各答） |                            |       |

## 環遊世界的追跡者
- 娜麗·布萊，美國《世界報》的記者，在1889年11月14日開始、花了72天按照書中的記述環遊了世界，這是最快環繞全球的世界紀錄，但很快就被喬治·法蘭西斯·崔恩（George Francis Train）打破。
- 英國超現實表演團體蒙提·派森的成員麥可·帕林，用按照書中的路線環遊世界，但使用的是飛機。
- 凡爾納協會，一個資助旅行者按照《環遊世界八十天》中的路線旅行的協會，只要按照書中的路線和交通方式進行旅行、並打破最快紀錄者，這個協會會頒發獎盃並且資助所有的旅費。現在紀錄保持者為 Banque Populaire V在2012年創下，花費時間45天13小時42分鐘53秒。

## 衍生作品
- 於1956年改編為同名電影，由英國演員大衛·尼文及墨西哥喜劇演員莫萊諾·馬里奧 (Cantinflas)等主演。
- 於1980年代曾有一部由原著改編的同名日本動畫，劇中人物皆以動物造型出現。 （《環遊世界八十天》）
- 2004年6月，由史提夫·寇根（Steve Coogan）、西西·迪·法蘭絲（Cecille de France）和成龍（Jackie Chan）演出的同名電影《八十天環遊世界》（Around the World in Eighty Days）上映。
- 2014年遊戲公司Inkle改編成文字冒險類遊戲《八十天環遊世界》，為故事加入大量蒸汽朋克元素，並使用帶分支的敘述模式，使得玩家透過選擇影響故事發展，觸發原著以外的行程及劇情。

## 外部連結
- Around the World in Eighty Days - 古腾堡计划 （古騰堡計劃收藏的英譯本）
- Le tour du monde en quatre-vingts jours - 古腾堡计划（古騰堡計劃收藏的法文本）
- Around the World in 80 Days （页面存档备份，存于） HTML完整英譯版，有額外的內容
- 中譯版評析
- 2004年同名電影介紹 （页面存档备份，存于）
- 《環遊世界八十天》電影官方網站 （页面存档备份，存于）
- Around the World in Eighty Days （页面存档备份，存于） - English translation by George Makepeace Towle (1873). HTML format and pictures.
- The Tour of the World in Eighty Days American edition from 1887 made available for free download in .pdf by Google books.
- Le Tour du monde en quatre-vingt jours (PDF version from Gallica – Bibliothèque nationale de France)
- Le Tour du monde en quatre-vingt jours (HTML version from Gallica – Bibliothèque nationale de France)
- Literary analysis of the novels of Jules Verne （页面存档备份，存于） (French text)